# 九门城址
九门城址，位于中国河北省石家庄市九门村，为石家庄市藁城市的一个省级文物保护单位，类型为古遗址，公布时间为1982年7月23日。
九门城址的历史年代为战国至北朝。